# ميثاق الأطلسي
ميثاق الأطلسي (Atlantic Charter) هو إعلان مشترك أصدره رئيس وزراء المملكة المتحدة ونستون تشرشل ورئيس الولايات المتحدة الأمريكية فرانكلين روزفلت يوم 14 اغسطس / آب 1941 م. وقد وضّح الميثاق أهداف الحلفاء في فترة ما بعد الحرب. وفيه أعربت الحكومتين الأمريكية والبريطانية عن الرغبة في إيجاد منظمة عالمية لحفظ السلام وتحقيق التعاون الدولي في مرحلة ما بعد الحرب العالمية الثانية. حيث نصت المادة السادسة منه على:(أنهم يأملون في إقامة سلام دائم يوفر لجميع الشعوب حق العيش داخل حدودها وتأمين حياة كل فرد في أي أرض).

## التأسيس
صاغ الرئيس الأمريكي فرانكلين دي روزفلت ورئيس الوزراء البريطاني ونستون تشرشل ميثاق الأطلسي في مؤتمر الأطلسي (الذي يحمل الاسم الرمزي ريفيرا) في خليج بلاسينتيا Placentia  في نيوفاوندلاند. أصدروا ذلك كإعلان مشترك في 14 أغسطس 1941 في المحطة البحرية أرجنتيا على الرغم من أن الولايات المتحدة لن تدخل رسميا الحرب إلا بعد أربعة أشهر من بدأها. تم إصدار البيان؛ على هذا النحو لم تكن هناك وثيقة قانونية رسمية بعنوان «الميثاق الأطلسي» ملزمة. وقد تم توضيح الأهداف والغايات لقوى الحلفاء فيما يتعلق بالحرب وعالم ما بعد الحرب.
جاءت العديد من أفكار الميثاق من أيديولوجيا الأممية الأنجلوأمريكية التي سعت للتعاون البريطاني والأمريكي لقضية الأمن الدولي. لقد ساعدت محاولات روزفلت في ربط بريطانيا بأهداف حربية ملموسة ويأس تشرشل لإلزام الولايات المتحدة بالمجهود الحربي في توفير الدوافع للاجتماع الذي أنتج ميثاق الأطلسي. كان من المفترض في ذلك الوقت أن يكون لبريطانيا وأمريكا دور متساوي في أي منظمة دولية بعد الحرب تستند إلى مبادئ ميثاق الأطلسي.
بدأ تشرشل وروزفلت التواصل في عام 1939؛ وكان هذا أول اجتماع من اجتماعاتهم الحادية عشرة التي توالت لاحقا. سافر كلا الرجلين سرا وكان روزفلت في رحلة صيد لمدة عشرة أيام. في 9 أغسطس 1941، صعدت السفينة الحربية البريطانية HMS برينس أوف ويلز إلى خليج بلاسينتيا، مع تشرشل على متنها، والتقت بطائرة الولايات المتحدة الأمريكية الثقيلة أوغوستا، حيث كان روزفلت وأعضاء طاقمه ينتظرون. في الاجتماع الأول، صمت تشرشل وروزفلت للحظة حتى قال تشرشل «بعد طول انتظار، سيدي الرئيس»، الذي أجاب به روزفلت «سعيد أن يكون معك على متن السفينة، السيد تشرشل». بعد ذلك، سلم تشرشل إلى الرئيس رسالة من الملك جورج السادس وأصدر بيانًا رسميًا، على الرغم من محاولتين، فشل طاقم عمل فيلم الصوت في تسجيله.

## المحتوى والتحليل
أوضح ميثاق الأطلسي أن الولايات المتحدة دعمت بريطانيا في الحرب. أراد كلاهما تقديم وحدتهما فيما يتعلق بمبادئهما المتبادلة وآمالهما في عالم سلمي بعد الحرب والسياسات التي اتفقا على اتباعها بمجرد هزيمة ألمانيا. كان الهدف الأساسي هو التركيز على السلام الذي سيتبع ذلك، وليس التدخل الأمريكي المحدد واستراتيجية الحرب، على الرغم من أن التدخل الأمريكي بدا مرجحًا بشكل متزايد.
النقاط الرئيسية الثماني في الميثاق هي:
1. لا تسعى الولايات المتحدة أو المملكة المتحدة للحصول على مكاسب إقليمية
2. يجب أن تكون التسويات الإقليمية مطابقة لرغبات الشعوب المعنية
3. جميع الناس لديهم الحق في تقرير المصير
4. حواجز التجارة كان ينبغي تخفيضها
5. ان يكون التعاون الاقتصادي العالمي والنهوض بالرفاه الاجتماعي
6. سيعمل المشاركون من أجل عالم خالٍ من العوز والخوف
7. سيعمل المشاركون في حرية البحار
8. كان أن يكون نزع سلاح الدول المعتدية، ونزع السلاح المشترك بعد الحرب

## أصل التسمية
عندما تم إصداره للجمهور في 14 أغسطس 1941،  كان يسمى الميثاق «إعلان مشترك من قبل الرئيس ورئيس الوزراء» وكان يُعرف عمومًا باسم «الإعلان المشترك». صاغت صحيفة حزب العمال ديلي هيرالد اسم «ميثاق أتلانتيك Atlantic Charter». استخدم تشرشل المصطلح في البرلمان البريطاني في 24 أغسطس 1941، ومنذ ذلك الحين تم اعتماده بشكل عام.
لا توجد نسخة موقعة من أي وقت مضى. تمت صياغة الوثيقة من خلال عدة مسودات، وتم إرسال النص النهائي المتفق عليه ببرقية إلى لندن وواشنطن العاصمة. أعطى روزفلت الكونجرس محتوى الميثاق في 21 أغسطس 1941. قال لاحقًا، «لا توجد أي نسخة من ميثاق الأطلسي، على حد علمي. ليس لدي نسخة. البريطانيون ليس لديهم واحدة. أقرب شيء ستحصل عليه هو [رسالة] عامل راديو في أوغوستا وأمير ويلز. هذا هو أقرب شيء ستأتي إليه... لا توجد وثيقة رسمية.»
رد مجلس الحرب البريطاني بموافقته، وتم إرسال موافقة مماثلة برقية من واشنطن. أثناء العملية، تسلل خطأ إلى نص لندن، ولكن تم تصحيحه لاحقًا. وخلصت الرواية في كتاب تشرشل «الحرب العالمية الثانية» إلى أنه «تم الاتفاق على عدد من التعديلات اللفظية، ثم أصبحت الوثيقة في شكلها النهائي». ولم يشر إلى أي توقيع أو احتفال.
نقلت رواية تشرشل عن مؤتمر يالطا عن روزفلت قوله عن الدستور البريطاني غير المكتوب إنه «يشبه ميثاق الأطلسي - الوثيقة لم تكن موجودة، ومع ذلك كان العالم كله يعرف عنها. ومن بين أوراقه، وجد نسخة واحدة موقعة من قبله و. أنا، ولكن من الغريب أن أقول إن كلا التوقيعين كانا بخط يده.»

## المشاركون
كان المشاركون في المؤتمر هم:
 الولايات المتحدة
- الرئيس الأمريكي فرانكلين روزفلت
- الأدميرال Ernest J. King - البحرية الأمريكية
- الأدميرال Harold R. Stark - البحرية الأمريكية
- الجنرال جورج مارشال، - الجيش الأمريكي
- المستشار الرئاسي: هاري هوبكنز

 المملكة المتحدة
- رئيس الوزراء البريطاني ونستون تشرشل
- الجنرال جون ديل (عسكري) - الجيش البريطاني
- الأدميرال Sir Dudley Pound - البحرية الملكية البريطانية

## إعادة تنشيط الميثاق
في 10 يونيو 2021، تم إصدار نسخة منقحة من ميثاق الأطلسي الأصلي بين الرئيس الأمريكي جو بايدن ورئيس الوزراء البريطاني بوريس جونسون في كورنوال في إنجلترا. وصف بيان صادر عن البيت الأبيض ميثاق الأطلسي الجديد "" بأنه يهدف إلى مواجهة «التحديات الجديدة للقرن الحادي والعشرين»، بينما «يستفيد أيضًا من الالتزامات والتطلعات التي تم تحديدها قبل ثمانين عامًا».